# Ґрабошево (Слупецький повіт)
Ґрабошево (пол. Graboszewo) — село в Польщі, у гміні Стшалково Слупецького повіту Великопольського воєводства.
Населення — 201 особа (2011).
У 1975-1998 роках село належало до Конінського воєводства.

## Демографія
Демографічна структура станом на 31 березня 2011 року:
|          | Загалом | Допрацездатний вік | Працездатний вік | Постпрацездатний вік |
| -------- | ------- | ------------------ | ---------------- | -------------------- |
| Чоловіки | 108     | 35                 | 65               | 8                    |
| Жінки    | 93      | 17                 | 53               | 23                   |
| Разом    | 201     | 52                 | 118              | 31                   |